# Barabbas (film)
Barabbas is een Italiaans-Amerikaanse film van Richard Fleischer die werd uitgebracht in 1961. 
Het scenario is gebaseerd op de gelijknamige roman (1950) van Nobelprijswinnaar Pär Lagerkvist. 

## Verhaal
Jezus en Barabbas, een rebelse dief en moordenaar, worden alle twee veroordeeld tot de kruisiging. Naar plaatselijk gebruik worden ze op bevel van   Pontius Pilatus getoond aan het joodse volk van Jeruzalem dat mag beslissen wie van de twee wordt vrijgelaten. Het volk duidt Barabbas aan. Barabbas pakt zijn oude levensstijl weer op en geniet van zijn herwonnen vrijheid. Hij moet echter constateren dat onder meer Rachel, zijn minnares, volgeling van Christus is geworden. Wat later wordt Rachel omwille van haar geloof gestenigd. 
Als gevolg van een nieuwe veroordeling wordt Barabbas voor twintig jaar verbannen naar Sicilië om er dwangarbeid in een zwavelmijn te verrichten. In de mijn wordt hij bevriend met Sahak, een bekeerde matroos. Op een dag wordt de mijn door een aardbeving verwoest. Barabbas en Sahak overleven de ramp en worden door de plaatselijke machthebber naar Rome meegevoerd omdat diens vrouw ervan overtuigd is dat zij geluksbrengers zijn. In Rome worden ze door de wrede topgladiator Torvald opgeleid tot gladiatoren. 

## Rolverdeling

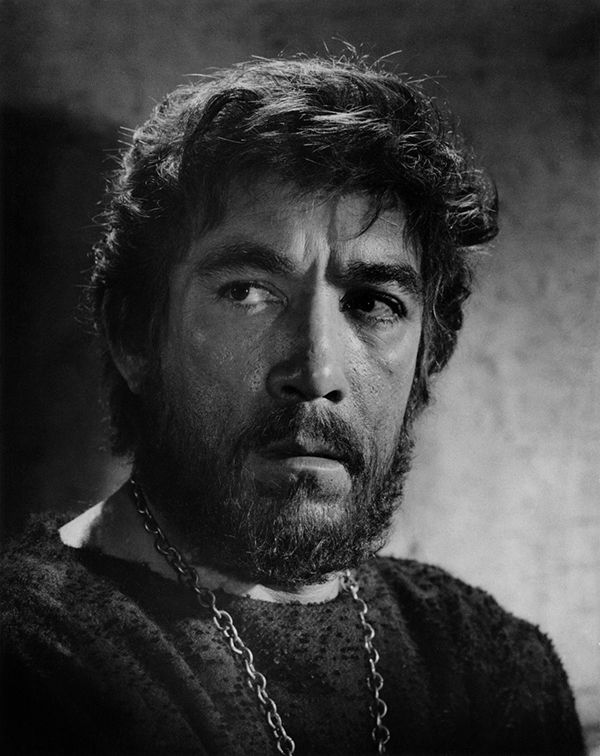
Anthony Quinn in Barrabas

| Acteur            | Personage                                |
| ----------------- | ---------------------------------------- |
| Anthony Quinn     | Barabbas                                 |
| Arthur Kennedy    | Pontius Pilatus                          |
| Jack Palance      | Torvald, gladiator                       |
| Silvana Mangano   | Rachel, (bekeerde) vriendin van Barabbas |
| Harry Andrews     | Petrus                                   |
| Ernest Borgnine   | Lucius                                   |
| Katy Jurado       | Sara                                     |
| Vittorio Gassman  | Sahak                                    |
| Valentina Cortese | Julia                                    |
| Michael Gwynn     | Lazarus                                  |
| Arnoldo Foà       | Jozef van Arimathea                      |
| Rocco Roy Mangano | Jezus Christus (onvermeld)               |
| Sharon Tate       | Patriciër in arena (onvermeld)           |